# Трыстиково (Бургасская область)
Трыстиково (болг. Тръстиково) — село в Бургасской области Болгарии. Входит в состав общины Камено. Находится примерно в 15 км к югу от центра города Камено и примерно в 18 км к юго-западу от центра города Бургас. По данным переписи населения 2011 года, в селе  проживало 389 человек.

## Население
| Год     | 1934 | 1946 | 1956 | 1965 | 1975 | 1985 | 1992 | 2001 | 2011 |
| ------- | ---- | ---- | ---- | ---- | ---- | ---- | ---- | ---- | ---- |
| Жителей | 926  | 1066 | 1027 | 883  | 701  | 487  | 453  | 432  | 389  |

| Национальность | Человек | Процент |
| -------------- | ------- | ------- |
| болгары        | 369     | 96,34%  |
| другие         | 14      | 3,66%   |
| Всего ответов  | 383     |         |

|  |